# Belfield, New South Wales
Belfield este o suburbie în Sydney, Australia.